# 赫拉比薩
赫拉比薩是南非的城鎮，位於該國東北部，由夸祖魯-納塔爾省負責管轄，距離姆圖巴圖巴40公里，面積1.14平方公里，2001年人口652，人口密度每平方公里570人。